# سفال تپه
سفال تپه مربوط به هزاره اول قبل از میلاد است و در شهرستان عجب شیر، بخش مرکزی، روستای نانساء واقع شده و این اثر در تاریخ ۱۲ بهمن ۱۳۸۱ با شمارهٔ ثبت ۷۳۶۱ به‌عنوان یکی از آثار ملی ایران به ثبت رسیده است.